# سقلة (الحيمة الخارجية)

تعديل مصدري - تعديل

سقلة هي إحدى قرى عزلة الحطب بمديرية الحيمة الخارجية التابعة لمحافظة صنعاء، بلغ تعداد سكانها 44 نسمة حسب تعداد اليمن لعام 2004.